# اسکاندیم (III) هیدروکسید
اسکاندیم (III) هیدروکسید یک ترکیب معدنی با فرمول شیمیایی Sc (OH) 3 و هیدروکسید سه ظرفیتی اسکاندیم است. این ماده یک ترکیب آمفوتریک است. این ماده در آب کم‌محلول است و محلول اشباع شده آن (۸۵/۷ = pH) حاوی Sc (OH) 3 و مقدار کمی Sc (OH) 2 +  است. حلالیت هیدروکسید اسکاندیم (III) در آب ۰/۰۲۷۷ مول بر لیتر است. این ماده پس از مدتی به ScO (OH) تبدیل می‌شود و حلالیت آن تا حد زیادی کاهش می‌یابد (۰٫۰۰۰۸ مول بر لیتر). هیدروکسید اسکاندیم (III) می‌تواند با واکنش نمک‌های اسکاندیم و هیدروکسیدهای قلیایی تولید شود. در واکنش، مواد تشکیل دهنده گوناگون می‌توانند واسطه‌های مختلفی مانند Sc (OH) 1.75 Cl 1.25، Sc (OH) 2 NO 3 و Sc (OH) 2.32 (SO 4) 0.34  تولید کنند.